# Strigilla mirabilis
Strigilla mirabilis is een tweekleppigensoort uit de familie van de Tellinidae. De wetenschappelijke naam van de soort is voor het eerst geldig gepubliceerd in 1841 door Philippi.